# Animale aproape goale
Animale aproape goale (în engleză Almost Naked Animals) este un serial animat de televiziune canadian produs de 9 Story Entertainment pentru YTV. Serialul a avut premiera pe 7 ianuarie 2011 și finalul pe 22 mai 2013. Trei sezoane și 52 de episoade au fost produse.
În România, a fost transmis de canalul TV Megamax.

## Episoade

### Sezonul 1
| Nr. Ep | Titlul original tradus în română |
| ------ | -------------------------------- |
| 01     |                                  |
| 02     |                                  |
| 03     | '                                |
| 04     |                                  |
| 05     |                                  |
| 06     |                                  |
| 07     | '                                |
| 08     |                                  |
| 09     |                                  |
| 10     |                                  |
| 11     |                                  |
| 12     |                                  |
| 13     |                                  |
| 14     |                                  |
| 15     |                                  |
| 16     |                                  |
| 17     |                                  |
| 18     |                                  |
| 19     |                                  |
| 20     |                                  |
| 21     |                                  |
| 22     |                                  |
| 23     |                                  |
| 24     |                                  |
| 25     |                                  |
| 26     |                                  |

### Sezonul 2
| Nr. Ep | Titlul original tradus în română             |
| ------ | -------------------------------------------- |
| 27     | Cornul Buclucas/Schimbul De Noapte           |
| 28     | Gunoiul In Trecut/Banana Verde               |
| 29     | Dr. Howie Si Dl. Howiena/Proiectul Lui Howie |
| 30     | Caracatita Contra Lui Lili/Ziua Injectiei    |
| 31     | Jocurile Frate Si Sora/Gratuitati            |
| 32     | Vacanta Lui Howie/O Labuta De Ajutor         |
| 33     | Detectivul Caracatita/Cascadoria Pierduta    |
| 34     | '                                            |
| 35     | /Aniversarea Narvalului                      |
| 36     | Cat E Noaptea De Lunga/Tabara Puturoasa      |
| 37     | Regele Rata/Banana Sectionata                |
| 38     | Capitanul Sifon/Interzis                     |
| 39     | Succesul Borsetei/Cascadorel Cel Ciudat      |
| 40     | Miss Imprejurimi/Campania Doare              |

## Sezonul 3
| Nr. Ep | Titlul original tradus în română       |
| ------ | -------------------------------------- |
| 41     | Situatia Cu Rotatia/Coada Lui Howie    |
| 42     | Teoria Marelui Ragait/Cine E Howie     |
| 43     | Creier Putin/Razi Porcule, Razi        |
| 44     | Ziua Fotografiei/Cu Jumatate De Norma  |
| 45     | Alergia Lui Howie/Cearta Pe Figurina   |
| 46     | Micutii Howie/Draga Dorel              |
| 47     |                                        |
| 48     | Sa Nu Urmezi Liderul/Hotelul De Zapada |
| 49     | Norocul Unui Robot/Afacere De Familie  |
| 50     | Accesul Interzis Howie-ilor/Ziua Howie |
| 51     |                                        |
| 52     |                                        |